# DB Regio
DB Regio AG er et datterselskab til Deutsche Bahn, som driver regional og pendlertog services i Tyskland. DB Regio AG har hovedkvarter i Frankfurt am Main. Virksomheden er ansvarlig for alle Deutsche Bahns regionale transportaktiviteter (tog og bus) i Tyskland.
De servicerer 310 linjer med 22.800 tog og 295.000 stop hver dag.